# Anthurium cuyabenoense
Anthurium cuyabenoense là một loài thực vật có hoa trong họ Ráy (Araceae). Loài này được Croat mô tả khoa học đầu tiên năm 2008.